# Lissonota compta
Lissonota compta là một loài tò vò trong họ Ichneumonidae.